# Gran Premi d'Alemanya del 2019
El Gran Premi d'Alemanya de Fórmula 1, la novena cursa de la temporada 2019, ès disputà en els dias 19 a 21 de juliol de 2019, al Circuit de Hockenheim, a Hockenheim, Alemanya.

## Qualificació
La qualificació va ser realitzat en el dia 20 de juliol.
| Pos                  | No | Pilot              | Constructor           | Part 1    | Part 2   | Part 3    | Sortida |
| -------------------- | -- | ------------------ | --------------------- | --------- | -------- | --------- | ------- |
| 1                    | 44 | Lewis Hamilton     | Mercedes              | 1:12.852  | 1:12.149 | 1:11.767  | 1       |
| 2                    | 33 | Max Verstappen     | Red Bull-Honda        | 1:12.593  | 1:12.427 | 1:12.113  | 2       |
| 3                    | 77 | Valtteri Bottas    | Mercedes              | 1:13.075  | 1:12.424 | 1:12.129  | 3       |
| 4                    | 10 | Pierre Gasly       | Red Bull-Honda        | 1:12.991  | 1:12.385 | 1:12.522  | 4       |
| 5                    | 7  | Kimi Räikkönen     | Alfa Romeo-Ferrari    | 1:13.066  | 1:12.519 | 1:12.538  | 5       |
| 6                    | 8  | Romain Grosjean    | Haas-Ferrari          | 1:13.146  | 1:12.769 | 1:12.851  | 6       |
| 7                    | 55 | Carlos Sainz Jr.   | McLaren-Renault       | 1:13.221  | 1:12.632 | 1:12.897  | 7       |
| 8                    | 11 | Sergio Pérez       | Racing Point-Mercedes | 1:13.194  | 1:12.776 | 1:13.065  | 8       |
| 9                    | 27 | Nico Hülkenberg    | Renault               | 1:13.186  | 1:12.766 | 1:13.126  | 9       |
| 10                   | 16 | Charles Leclerc    | Ferrari               | 1:12.229  | 1:12.344 | Sin temps | 10      |
| 11                   | 99 | Antonio Giovinazzi | Alfa Romeo-Ferrari    | 1:13.170  | 1:12.786 |           | 11      |
| 12                   | 20 | Kevin Magnussen    | Haas-Ferrari          | 1:13.103  | 1:12.789 |           | 12      |
| 13                   | 3  | Daniel Ricciardo   | Renault               | 1:13.131  | 1:12.799 |           | 13      |
| 14                   | 26 | Daniïl Kviat       | Toro Rosso-Honda      | 1:13.278  | 1:13.135 |           | 14      |
| 15                   | 18 | Lance Stroll       | Racing Point-Mercedes | 1:13.256  | 1:13.450 |           | 15      |
| 16                   | 4  | Lando Norris       | McLaren-Renault       | 1:13.333  |          |           | 19¹     |
| 17                   | 23 | Alexander Albon    | Toro Rosso-Honda      | 1:13.461  |          |           | 16      |
| 18                   | 63 | George Russell     | Williams-Mercedes     | 1:14.721  |          |           | 17      |
| 19                   | 88 | Robert Kubica      | Williams-Mercedes     | 1:14.839  |          |           | 18      |
| 107% Temps: 1:17.285 |    |                    |                       |           |          |           |         |
| 20                   | 5  | Sebastian Vettel   | Ferrari               | Sin temps |          |           | 20²     |
| Font:                |    |                    |                       |           |          |           |         |

Notes
- ^1 Lando Norris fou penalitzat amb començar des de l'última posició, entre els classificats, de la graella per muntar nous components del seu motor.
- ^2 Sebastian Vettel fou autoritzat a participar en la cursa a pesar de no marcar un temps en la primera sessió de classificació.

## Resultats de la Cursa
La cursa va ser realitzat en el dia 21 de juliol.
| Pos                                                                     | No | Pilot              | Constructor           | Voltes | Temps / Retirada   | Pos.Sortida | Punts |
| ----------------------------------------------------------------------- | -- | ------------------ | --------------------- | ------ | ------------------ | ----------- | ----- |
| 1                                                                       | 33 | Max Verstappen     | Red Bull-Honda        | 64     | 1:44:31.275        | 2           | 25+11 |
| 2                                                                       | 5  | Sebastian Vettel   | Ferrari               | 64     | +7.333             | 20          | 18    |
| 3                                                                       | 26 | Daniïl Kviat       | Toro Rosso-Honda      | 64     | +8.305             | 14          | 15    |
| 4                                                                       | 18 | Lance Stroll       | Racing Point-Mercedes | 64     | +8.966             | 15          | 12    |
| 5                                                                       | 55 | Carlos Sainz Jr.   | McLaren-Renault       | 64     | +9.583             | 7           | 11    |
| 6                                                                       | 23 | Alexander Albon    | Toro Rosso-Honda      | 64     | +10.052            | 16          | 8     |
| 7                                                                       | 8  | Romain Grosjean    | Haas-Ferrari          | 64     | +16.838            | 6           | 6     |
| 8                                                                       | 20 | Kevin Magnussen    | Haas-Ferrari          | 64     | +18.765            | 12          | 4     |
| 9                                                                       | 44 | Lewis Hamilton     | Mercedes              | 64     | +19.667            | 1           | 2     |
| 10                                                                      | 88 | Robert Kubica      | Williams-Mercedes     | 64     | +24.987            | 18          | 1     |
| 11                                                                      | 63 | George Russell     | Williams-Mercedes     | 64     | +26.404            | 17          |       |
| 12                                                                      | 7  | Kimi Räikkönen     | Alfa Romeo-Ferrari    | 64     | +42.2142           | 5           |       |
| 13                                                                      | 99 | Antonio Giovinazzi | Alfa Romeo-Ferrari    | 64     | +43.8492           | 11          |       |
| 14                                                                      | 10 | Pierre Gasly       | Red Bull-Honda        | 61     | Col·lisió          | 4           |       |
| Ret                                                                     | 77 | Valtteri Bottas    | Mercedes              | 56     | Accident           | 3           |       |
| Ret                                                                     | 27 | Nico Hülkenberg    | Renault               | 39     | Accident           | 9           |       |
| Ret                                                                     | 16 | Charles Leclerc    | Ferrari               | 27     | Accident           | 10          |       |
| Ret                                                                     | 4  | Lando Norris       | McLaren-Renault       | 25     | Pèrdua de potència | 19          |       |
| Ret                                                                     | 3  | Daniel Ricciardo   | Renault               | 13     | Motor              | 13          |       |
| Ret                                                                     | 11 | Sergio Pérez       | Racing Point-Mercedes | 1      | Accident           | 8           |       |
| Volta ràpida: Max Verstappen (Red Bull-Honda) — 1:16.645 (en el lap 61) |    |                    |                       |        |                    |             |       |
| Font:                                                                   |    |                    |                       |        |                    |             |       |

Notes
- ^1  – Inclòs 1 punt extra per la volta rápida.
- ^2  – Kimi Räikkönen i Antonio Giovinazzi originalment finalitzavam en 7è i 8è respectivament, però tots dos tenien 30 segons afegits als seus temps de cursa per utilitzar ajudes al conductor al principi.

## Classificació després de la Cursa
| Pos. | Pilot            | Punts | Canvis |
| ---- | ---------------- | ----- | ------ |
| 1    | Lewis Hamilton   | 225   | =      |
| 2    | Valtteri Bottas  | 184   | =      |
| 3    | Max Verstappen   | 162   | =      |
| 4    | Sebastian Vettel | 141   | =      |
| 5    | Charles Leclerc  | 120   | =      |

| Pos. | Constructor      | Punts | Canvis  |
| ---- | ---------------- | ----- | ------- |
| 1    | Mercedes         | 409   | =       |
| 2    | Ferrari          | 261   | =       |
| 3    | Red Bull-Honda   | 217   | =       |
| 4    | McLaren-Renault  | 70    | =       |
| 5    | Toro Rosso-Honda | 42    | Augment |